# Spårvägens Brottningsklubb
Spårvägens Brottningsklubb är en idrottsklubb bildad 1991. Detta år omvandlades idrottsklubben Spårvägens Idrottsförening till en alliansförening, där varje sektion blev en fristående förening. Spårvägens Brottningsklubb motsvarade brottningssektionen - vilken bildats 1926 - i moderföreningen.
Under många år var Spårvägen den ledande fristilsklubben i Sverige men på senare år har den grekisk-romerska stilen tagit över.
Mellan åren 1960 och 1990 har Spårvägsbrottare bland annat erövrat:
- 50 Ungdoms-SM-Guld
- 50 Junior-SM-Guld
- 50 Senior-SM-Guld

Lägg därtill cirka 10 USM-guld, 10 JSM-guld och 25 Senior-SM-guld mellan åren 1990 och 2002.
Frank Andersson vann EM- och VM-guld 1979 när han tävlade för Spårvägen. Han blev även utnämnd till världens bästa brottare det året.
2000 tog Martin Lidberg hem ett EM-Guld i 85 kg.
2001 blev Ara Abrahamian världsmästare i 76 kg.
2002 tog Ara Abrahamian sitt andra guld, nu i 84 kg. Även Jimmy Samuelsson blev världsmästare 2002 men i 66 kg.
2003 blev Martin Lidberg världsmästare i 96 kg och Ara Abrahamian silvermedaljör i 84 kg.